# Пйотр Ожґа (теребовлянський староста)
Пйотр Ожґа з Осси гербу Равич (пол. Piotr Ożga; бл. 1570 — 20 грудня 1623) — польський шляхтич, урядник, дипломат, політичний та державний діяч Республіці Обох Націй (Речі Посполитолї), дипломат.

## Життєпис
Народився близько 1570 року. Походив з родини із Равської землі, яка у XV ст. осіла в Червоній Русі. Син львівського земського судді Балтазара Ожґи та його дружини Ельжбети з Сємушовських. 
1585 року записався навчатися у Краківському університеті. 11 квітня 1595 року став підсудком львівським земським; цього часу включився до політичного життя Львівської землі. 1597 року перший раз був послом від Львівської землі на Сейм у складі послів, вибраних партією двірською і канцелярською (також була партія послів зигвульського старости Станіслава «Диявола» Стадніцкого). 6 липня 1599 року став земським львівським суддею. 1605 року був обраний опозиційною до короля шляхтою послом на Сейм від Львівської землі. У червні 1606 року брав участь на з'їзді в Любліні (на цьому закінчилась його участь у рокоші під проводом Миколая Зебжидовського). Під час битви під Гузовом був серед оточення короля. 7 липня 1607 року Сигізмунд III Ваза призначив йому річну пенсію 2000 злотих з руських земель. У січні 1608 року був маршалком під час з'їзду шляхти Руського воєводства у Львові. У травні 1608 року був на раді Сенату у Кракові, за її дорученням їздив до Замостя на перемовини з М. Зебжидовським. 19 жовтня 1608 року в Кракові король надав йому село Задвір'я у Львівському повіті. Восени 1618 року був призначений головним («великим») послом до нового турецького султана Османа II для укладення перемир'я. Неодноразово перебував в оточенні коронного гетьмана Станіслава Жолкєвського під час перемовин.
1616 року міщани Теребовлі відмовились платити накладені податі на користь замку Теребовлі. Староста призначив нову раду, керівників посадив до тюрми, що загострило ситуацію. Суворий щодо старости вирок в грудні 1616 року комісарського суду в Теребовлі не дуже допоміг владнати стосунки. Асесорський суд по справі був у Варшаві (початок 1617 року). Королівський вирок прийняв сторону старости.
Бібліотека Пйотра Ожґи налічувала 200 великих, 100 менших книг. Володів значними маєтками, з них шхунами перевозив збіжжя до Ґданьська. Мав 2 великі табуни коней, багато золота, східних речей (в заповіті 288 шт.). Фундатор дерев'яного кляштору кармелітів та костелу Внебовзяття Богородиці (збудований 1627 року, Теребовля; віддав їм ґрунт поблизу церкви).
Посади: коронний референдар (невдовзі після вересня 1625 року), теребовельський староста (невдовзі після номінації 15 березня 1613 року з посади земського львівського судді).
Помер 20 грудня 1623 року.

### Сім'я
Дружина — Ева з Нарайовських гербу Яніна.
Діти:
- Ян — писар гродський львівський
- Пйотр[2] — підкоморій львівський, дідич Ліська, Милятина, Новосільця (у Волинському воєводстві)[5]
- Катажина — дружина підсудка земського галицького Миколая Копичиньського.[2]